# Nina Weger
Nina Weger (* 23. November 1970 in Hofgeismar) ist eine freie deutsche Dreh- und Kinderbuch-Autorin.

## Biografie
Nina Weger besuchte von 1989 bis 1991 die Springer-Journalistenschule. Anschließend arbeitete sie als Redakteurin, bevor sie zu einer Filmproduktion wechselte. Seit 1997 arbeitet Nina Weger als selbständige Drehbuch-Autorin. Sie schrieb u. a. für Serien wie Edel & Starck, Alles über Anna und Notruf Hafenkante. Zudem verfasst sie Kinderbücher, die seit 2012 im Oetinger Verlag erscheinen.
Die Autorin lebt mit ihrem Mann und zwei Kindern in Hannover. Am 12. Februar 2017 war Nina Weger Mitglied der Bundesversammlung zur Wahl des deutschen Bundespräsidenten 2017.

## Werke
Kinderbücher
- Ein Krokodil taucht ab – und ich hinterher. Oetinger, 2013, ISBN 9783789151293
- Die sagenhafte Saubande – Polly in Not. Oetinger, 2014, ISBN 3789151319
- Helden wie Opa und ich. Oetinger, 2014, ISBN 384150292X
- Trick 347 oder Der mutigste Junge der Welt. Oetinger, 2015, ISBN 3789151351
- Club der Heldinnen. Entführung im Internat. Oetinger, 2017, ISBN 9783789104657
- Der kleine Räuber Rapido – Angriff der Sportskanonen, Oetinger, 2020, ISBN 978-3-7891-2124-1
- Der kleine Räuber Rapido – der riesengroße Räubertabatz, Oetinger, 2020, ISBN 978-3-7891-1478-6